# Mortrée
Mortrée est une commune française, située dans le département de l'Orne en région Normandie, peuplée de 1 125 habitants.

## Géographie
La commune de Mortrée est située aux confins de la forêt d'Écouves.
| Boischampré (comm. dél. de Marcei)  | Médavy                            | Le Château-d'Almenêches, Macé |
| Montmerrei                          | Mortrée                           | Macé                          |
| Montmerrei, Saint-Hilaire-la-Gérard | Saint-Hilaire-la-Gérard, Belfonds | Belfonds                      |

### Hydrographie
La commune est située dans le bassin Seine-Normandie. Elle est drainée par l'Orne, la Sennevière, la Thouane, la Petite Fosse, un bras de la Thouane, des bras de l'Orne, le cours d'eau 03 du Mesnil, le fossé 01 de Boscher, le fossé 01 de la commune de Mortree, le fossé 01 de la Philippière, le fossé 01 de la Tourainnerie, le fossé 01 du Buot, le fossé 01 du Parc au Coq, le fossé 02 de la commune de Mortrée, le fossé 02 du Grand Herbage, le fossé 04 des Vaux et divers autres petits cours d'eau.
L'Orne, d'une longueur de 170 km, prend sa source dans la commune d'Aunou-sur-Orne et se jette  dans l'embouchure de l'Orne à Merville-Franceville-Plage, après avoir traversé 60 communes. Les caractéristiques hydrologiques de l'Orne sont données par la station hydrologique située sur la commune de Belfonds. Le débit moyen mensuel est de 0,452 m3/s. Le débit moyen journalier maximum est de 7,28 m3/s, atteint lors de la crue du 12 juin 2018. Le débit instantané maximal est quant à lui de 8,73 m3/s, atteint le même jour.
La Sennevière, d'une longueur de 14 km, prend sa source dans la commune de Tanville, près du hameau de la Verrerie du Gast, et se jette  dans l'Orne sur la commune, après avoir traversé quatre communes. 
La Thouane, d'une longueur de 18 km, prend sa source dans la commune de Tanville, dans la forêt d'Écouves près du hameau des Bruyères, et se jette  dans l'Orne sur la commune, après avoir traversé quatre communes. 
Trois plans d'eau complètent le réseau hydrographique : la Grande Fosse (3,59 ha), les étangs de Blanchelande, d'une superficie totale de 2,7 ha (1,21 ha sur la commune) et l'étang de Blanchelande, d'une superficie totale de 3,7 ha (1,52 ha sur la commune),.

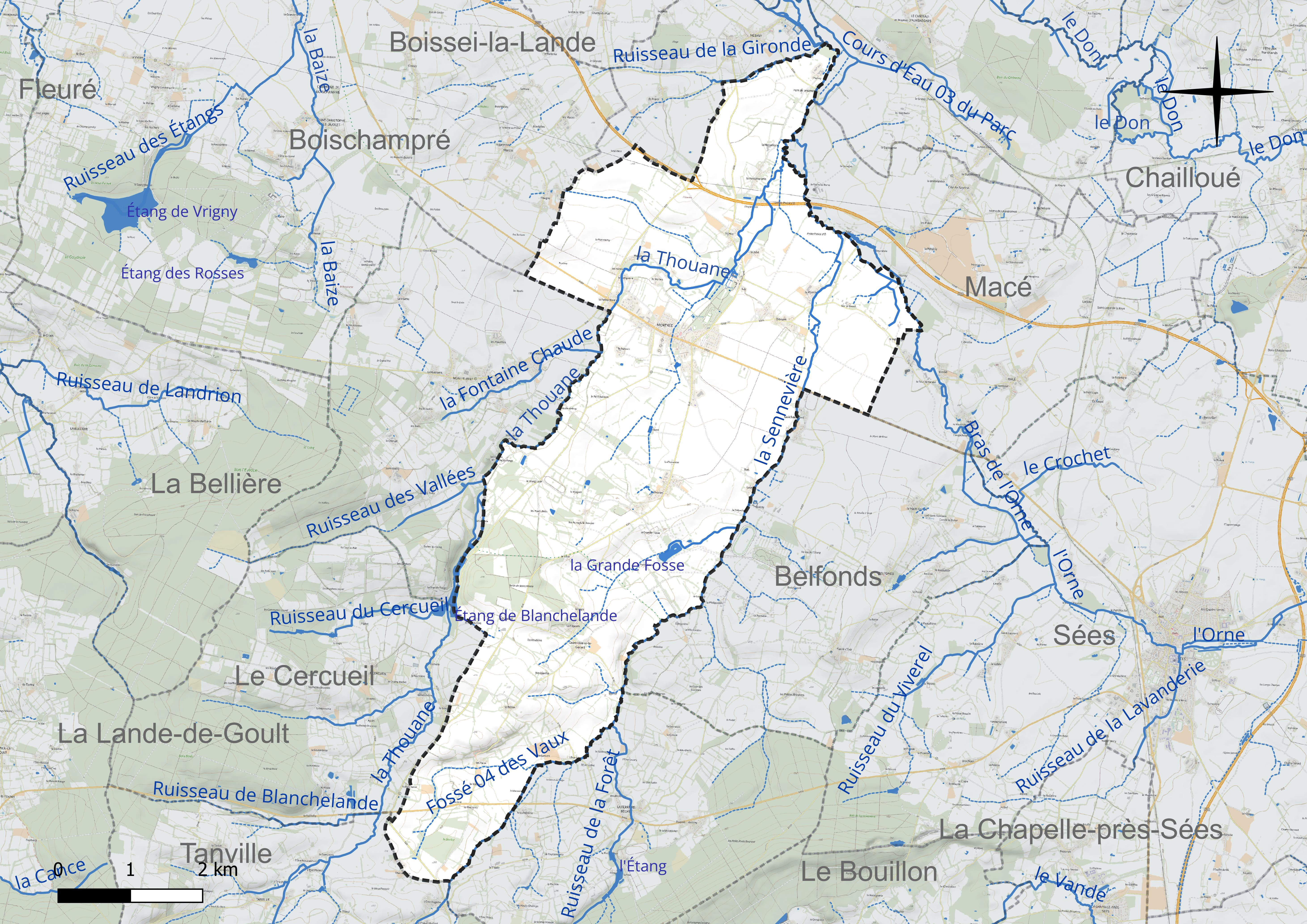
Réseau hydrographique de Mortrée.

### Climat
Pour des articles plus généraux, voir Climat de la Normandie et Climat de l'Orne.
En 2010, le climat de la commune est de type climat océanique dégradé des plaines du Centre et du Nord, selon une étude du CNRS s'appuyant sur une série de données couvrant la période 1971-2000. En 2020, Météo-France publie une typologie des climats de la France métropolitaine dans laquelle la commune est dans une zone de transition entre le climat océanique et le climat océanique altéré et est dans la région climatique Normandie (Cotentin, Orne), caractérisée par une pluviométrie relativement élevée (850 mm/a) et un été frais (15,5 °C) et venté. Parallèlement le GIEC normand, un groupe régional d’experts sur le climat, différencie quant à lui, dans une étude de 2020, trois grands types de climats pour la région Normandie, nuancés à une échelle plus fine par les facteurs géographiques locaux. La commune est, selon ce zonage, exposée à un « climat des plateaux abrités », se caractérisant par une pluviométrie et des contraintes thermiques modérées mais aussi, par effet de continentalité, des températures plus contrastées qu'au nord dans la plaine de Caen, avec communément 10 à 15 jours par an de plus de froid en hiver et de chaleur en été.
Pour la période 1971-2000, la température annuelle moyenne est de 10,4 °C, avec une amplitude thermique annuelle de 13,5 °C. Le cumul annuel moyen de précipitations est de 731 mm, avec 12,2 jours de précipitations en janvier et 7,5 jours en juillet. Pour la période 1991-2020, la température moyenne annuelle observée sur la station météorologique la plus proche, située sur la commune du Pin-au-Haras à 13 km à vol d'oiseau, est de 10,6 °C et le cumul annuel moyen de précipitations est de 756,3 mm,. Pour l'avenir, les paramètres climatiques de la commune estimés pour 2050 selon différents scénarios d’émission de gaz à effet de serre sont consultables sur un site dédié publié par Météo-France en novembre 2022.

## Urbanisme

### Typologie
Au 1er janvier 2024, Mortrée est catégorisée commune rurale à habitat dispersé, selon la nouvelle grille communale de densité à sept niveaux définie par l'Insee en 2022.
Elle est située hors unité urbaine. Par ailleurs la commune fait partie de l'aire d'attraction d'Argentan, dont elle est une commune de la couronne,. Cette aire, qui regroupe 50 communes, est catégorisée dans les aires de moins de 50 000 habitants,.

## Toponymie
Mortrée est actuellement une commune nouvelle de l’Orne formée en 2019 par la fusion de l’ancienne commune de Mortrée avec celle de Saint-Hilaire-la-Gérard.
L'ancienne commune de Mortrée a été constituée en 1794 par la fusion des trois communes de Bray, de Marigny et d'O. Son toponyme pourrait provenir du latin mortarium désignant la boue ou le marécage : cela peut être mis en rapport avec le fait que la commune est parcourue par quatre cours d’eau dont l’un traverse le bourg.
Marigny est attesté sous les anciennes mentions : Marrigneium vers 1335 ; Ma(r)igney en 1373 ; Marrigneyum au XVe siècle ; Marigny en 1757. Ce toponyme provient probablement du nom d’homme romain Marinius suivi du suffixe -acum marquant l’appartenance, francisé ici en -y.
Bray est attesté sous les anciennes mentions : Brayum en 1335, en 1373, et au XVe siècle ; Bray vers 1757 ; Brai en 1903. Cela pourrait représenter le gaulois bracos désignant un marais, le village étant en effet implanté à proximité d’une mare au bord de la Sennevière. Toutefois, ce terme est également passé dans l’ancien français brai pour désigner la boue puis un mortier à base de boue : cela pourrait donc aussi s’appliquer au mode de construction des maisons en torchis ou en bauge.
Saint-Hilaire-la-Gérard est attesté sous la forme Sanctus Hilarius la Gerarde en 1252. La première partie est l'hagiotoponyme d'Hilaire, évêque de Poitiers au IVe siècle. La seconde partie se réfère au nom de personne Gérard.

## Histoire
Avant la Révolution, Mortrée n'était pas une paroisse et possédait un hôpital pour les pèlerins, avec une chapelle sous le titre de la Sainte-Vierge.
La commune de Mortrée a été constituée par décret du 6 thermidor an II (24 juillet 1794) en fusionnant autour du lieu-dit de la Grande Mortrée (où était établi un relais de poste sur la route menant d'Alençon à Caen) les trois petites communes de Bray, Marigny, et O (où se trouve le célèbre château d'Ô).
En 1832, après délibération du conseil communal l'église Saint-Pierre de Marigny fut démolie, elle était abandonnée depuis la réunion de cette commune avec celle de Mortrée.
Durant l'été 1835, Victor Hugo s'est rendu à Bray, et a écrit une lettre à sa fille Adèle se plaignant de l'insalubrité de l'auberge où il résidait.
Le 1er janvier 2019, Mortrée absorbe Saint-Hilaire-la-Gérard et devient ainsi une commune nouvelle à la suite d'un arrêté préfectoral du 28 septembre 2018.

### Héraldique
| Blason de Mortrée | Blason  | D'hermine au chef denché de gueules chargé d'une coquille d'or. |
| Blason de Mortrée | Détails |                                                                 |

## Politique et administration

### Administration municipale
| Période                                  | Période    | Identité               | Étiquette | Qualité                                                     |
| ---------------------------------------- | ---------- | ---------------------- | --------- | ----------------------------------------------------------- |
| vers 1901                                |            | Pascal Hapel           |           |                                                             |
| 1983                                     | mars 2001  | Paul Jarlaud           | DVD       | Conseiller général (1985-1998), vétérinaire                 |
| mars 2001                                | juin 2005  | Isabelle Bardou-Betzer | UMP       | Chirurgien dentiste                                         |
| juin 2005                                | mars 2008  | Henri Augé             |           |                                                             |
| mars 2008                                | avril 2021 | Marc Richard           | SE        | Professeur des écoles (retraité), décédé en cours de mandat |
| juillet 2021                             | En cours   | Reine-Marie Puitg      | SE        |                                                             |
| Les données manquantes sont à compléter. |            |                        |           |                                                             |

Le conseil municipal est composé de dix-neuf membres dont le maire et cinq adjoints.

## Démographie
Mortrée a compté jusqu'à 1 587 habitants en 1806.
En 1793, Bray comptait 610 habitants, Marigny 232.
| 1793 | 1800 | 1806  | 1821  | 1836  | 1841  | 1846  | 1851  | 1856  |
| ---- | ---- | ----- | ----- | ----- | ----- | ----- | ----- | ----- |
| 651  | 975  | 1 587 | 1 480 | 1 515 | 1 422 | 1 393 | 1 418 | 1 385 |

| 1861  | 1866  | 1872  | 1876  | 1881  | 1886  | 1891  | 1896  | 1901  |
| ----- | ----- | ----- | ----- | ----- | ----- | ----- | ----- | ----- |
| 1 415 | 1 291 | 1 264 | 1 293 | 1 216 | 1 262 | 1 270 | 1 120 | 1 128 |

| 1906  | 1911  | 1921  | 1926 | 1931  | 1936  | 1946  | 1954  | 1962  |
| ----- | ----- | ----- | ---- | ----- | ----- | ----- | ----- | ----- |
| 1 130 | 1 098 | 1 005 | 993  | 1 005 | 1 008 | 1 096 | 1 088 | 1 028 |

| 1968  | 1975  | 1982  | 1990  | 1999  | 2006  | 2011  | 2016  | 2020  |
| ----- | ----- | ----- | ----- | ----- | ----- | ----- | ----- | ----- |
| 1 057 | 1 045 | 1 042 | 1 022 | 1 073 | 1 005 | 1 080 | 1 044 | 1 012 |

L'évolution du nombre d'habitants est connue à travers les recensements de la population effectués dans la commune depuis 2016. Pour les communes de moins de 10 000 habitants, une enquête de recensement portant sur toute la population est réalisée tous les cinq ans, les populations de référence des années intermédiaires étant quant à elles estimées par interpolation ou extrapolation. Pour la commune, le premier recensement exhaustif entrant dans le cadre du nouveau dispositif a été réalisé en 2019.
En 2022, la commune comptait 1 125 habitants, en évolution de −5,38 % par rapport à 2016 (Orne : −3,21 %, France hors Mayotte : +2,11 %).
| 2016  | 2017  | 2018  | 2019  | 2022  |
| ----- | ----- | ----- | ----- | ----- |
| 1 189 | 1 175 | 1 160 | 1 153 | 1 125 |

## Lieux et monuments

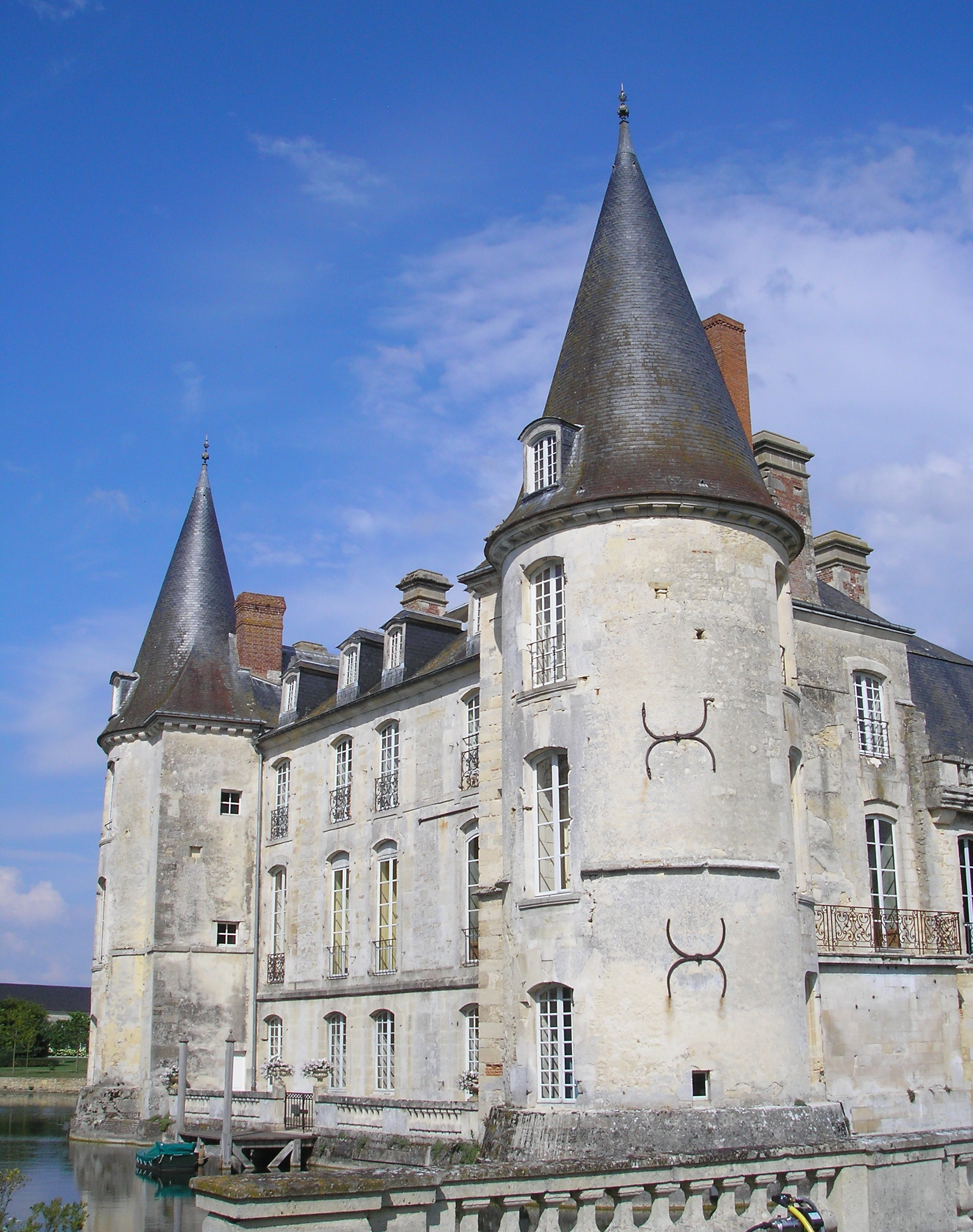
Le château d'Ô (façade ouest).

- Château d'Ô, château de François d'O, « mignon » d'Henri III. Il fait l'objet d'un classement au titre des Monuments historiques depuis le 17 septembre 1964[55].
- Église Saint-Pierre (XIXe siècle), inscrite au titre des Monuments historiques depuis le 16 février 2006[56]. L'église de Mortrée a été mise sous l'invocation de Saint-Pierre parce qu'il était le patron des églises de Bray et Marigny[40].
- Logis de la Fontaine-Orin (1525[57]), inscrite depuis le 14 mars 1995[58].
- Carrière des Vaux, à Saint-Hilaire-la-Gérard, unique site de la réserve naturelle régionale géologique de Normandie-Maine

## Activité et manifestations

### Jumelages
- Shrivenham (Royaume-Uni) depuis 1989.

### Sports
L'Union sportive des Communes du pays de Mortrée fait évoluer une équipe de football en division de district.

## Personnalités liées à la commune
- Martin Loublier (1733 à Ô - 1792), bienheureux.
- René Hardy (1911 à Mortrée - 1987), résistant.